# Grundhof (Radebeul)
Der Grundhof ist ein herrschaftliches Anwesen in der Paradiesstraße 66/68 im Stadtteil Niederlößnitz der sächsischen Stadt Radebeul. Auch die heutzutage abgetrennten Grundstücke Paradiesstraße 56/58 gehörten ursprünglich zum Anwesen.

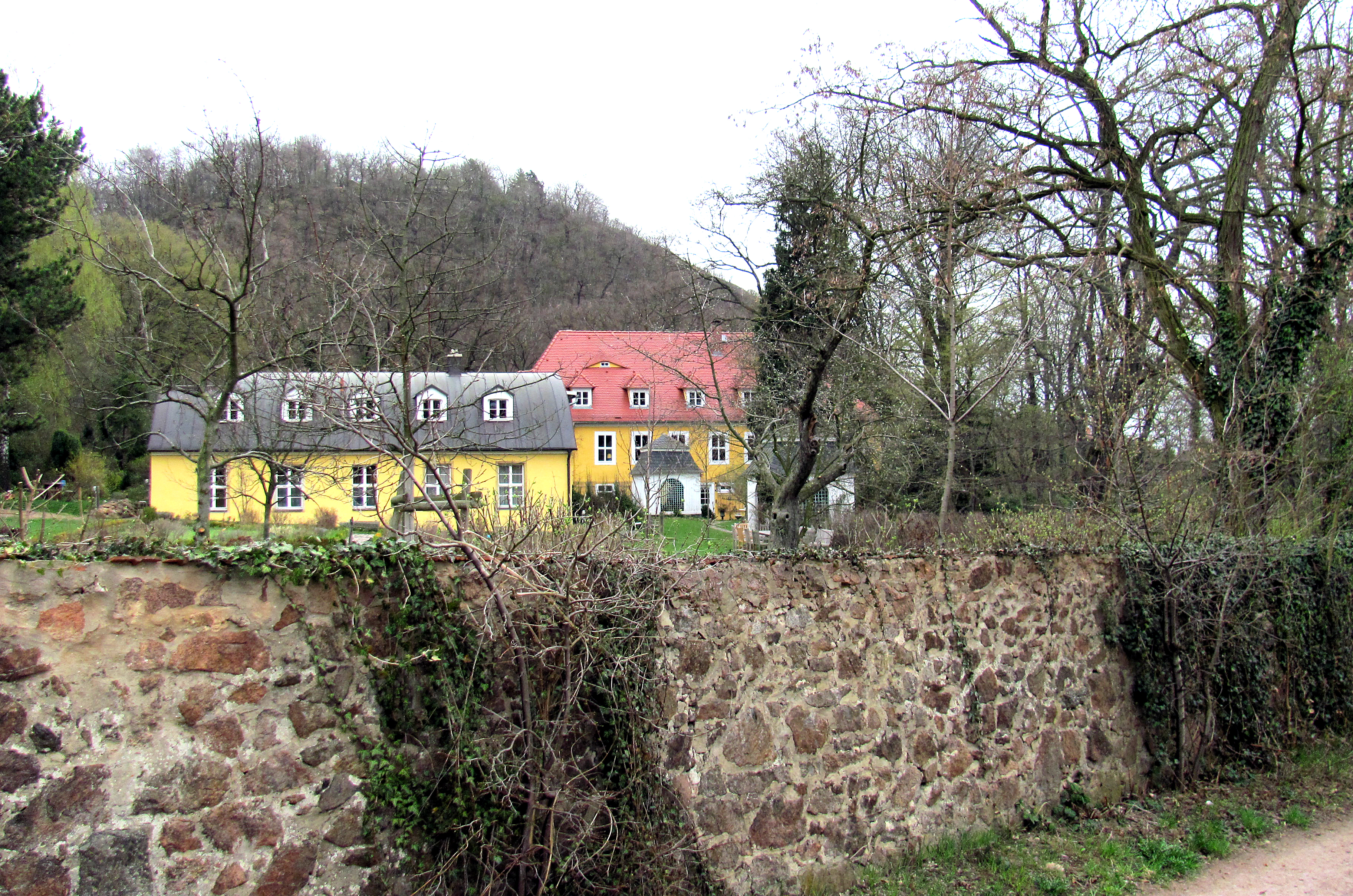
Grundhof, von rechts: Herrenhaus, davor 2 Pavillons, Gartensaal, dahinter nicht sichtbar das Turmhaus

Das unter Denkmalschutz stehende Gelände des ehemaligen „Weingut[s] mit Herrenhaus, Gartensaal, Gärtnerhaus sowie zwei Pavillons, Park und Einfriedung“ befindet sich im Ostteil von Niederlößnitz direkt am Westhang des Lößnitzgrunds. Es liegt innerhalb der Weinbaulage Radebeuler Steinrücken sowie im Denkmalschutzgebiet Historische Weinberglandschaft Radebeul.

## Beschreibung
Das Grundstück ist ein von Norden nach Süden am Westhang des Lößnitzgrunds verlaufendes, schmales dreieckiges Land, das im Süden spitz ausläuft. Die dort liegenden Bauten aus dem 20. Jahrhundert sind inzwischen abgetrennt. Über die Bedeutung als Einzel-Baudenkmäler hinaus gelten die Außenanlagen des Grundhofs selbst wie auch der Anwesen Paradiesstraße 56/58 als denkmalpflegerische Nebenanlagen. Das Anwesen ist mit einer hohen Mauer eingefriedet. Das Herrenhaus liegt auf der Ostseite des Anwesens mit Blick zum Tal.

### Herrenhaus mit Nebengebäuden (Paradiesstraße 66)

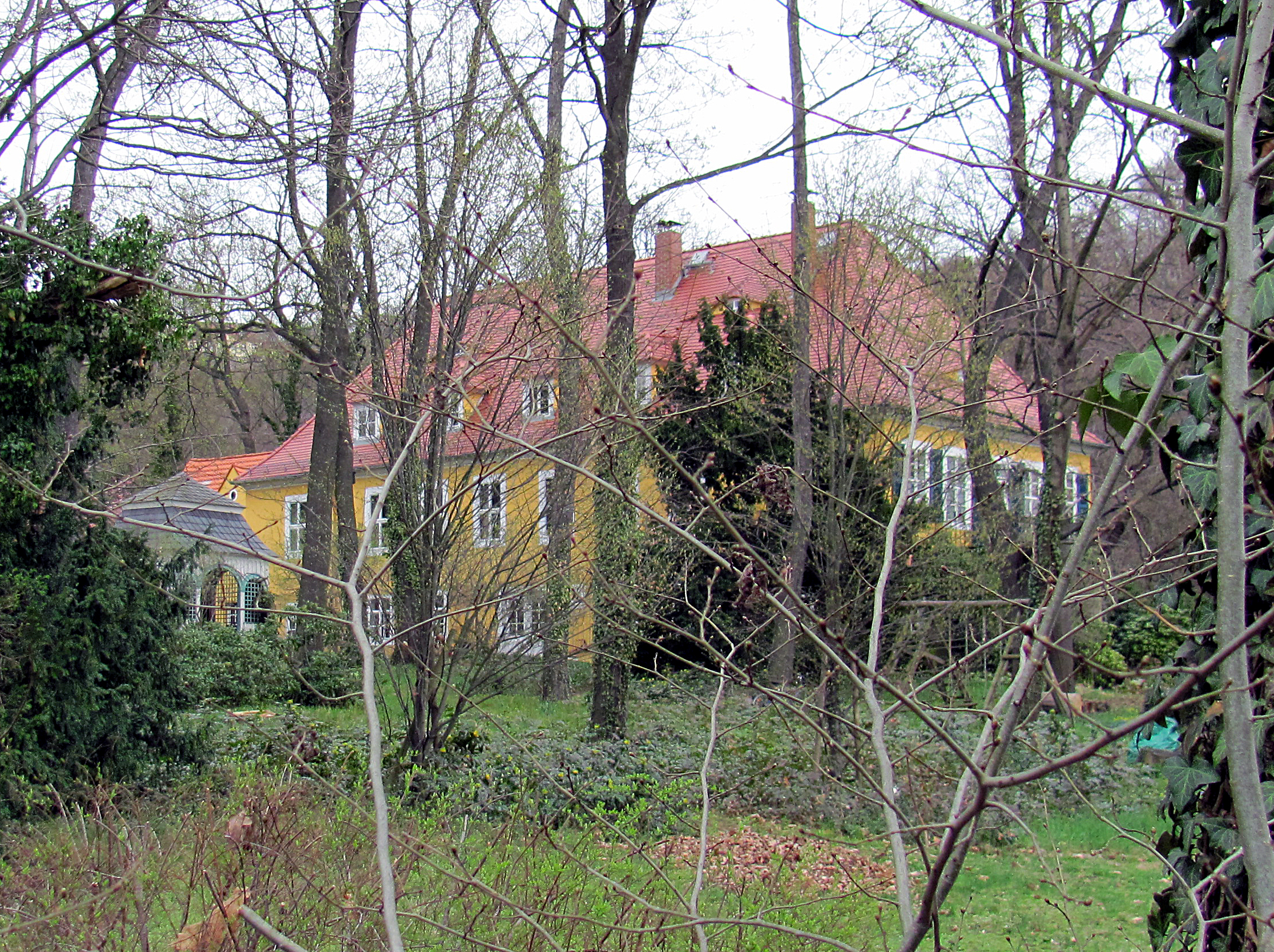
Herrenhaus des Grundhofs; links der östliche Pavillon

Das barocke Herrenhaus des Grundhofs, bestehend aus einem massiven Erdgeschoss und einem Fachwerk-Obergeschoss, ist insgesamt verputzt. Das Äußere ist durch klassizistisch-biedermeierliche Formen überformt. Es trägt einen gelben Anstrich und hat eine stattlich breite Front, die über ein einfach profiliertes Gesims in ein hohes Walmdach mit Walmgauben mit einer darüber liegenden Reihe von Fledermausgauben übergeht. Der älteste Teil des Gebäudes, der sechsachsige Mittelbau aus der zweiten Hälfte des 17. Jahrhunderts, steht über einem Weinkeller. Ursprünglich besaß dieser Bau zum Garten eine offene Säulenhalle und das Fachwerk des Obergeschosses wurde durch eine Verbretterung geschützt. Am Beginn des 18. Jahrhunderts wurde das Haus um die beiden Seitenachsen erweitert, die auf der Gartenseite einige Zentimeter aus der Fassadenflucht zurücktreten. Auf der schmalen, fünfachsigen Eingangsseite im Süden kam um 1800 ein Altan mit vier dorischen Säulen hinzu, während gleichzeitig die offene Säulenhalle zugesetzt und in einen Flur umgewandelt wurde. Im 19. Jahrhundert wurden die Verbretterungen abgenommen und auch dieser Fassadenteil überputzt.
Im Inneren sind Reste aufwendiger Raumgestaltungen erhalten. Im Balkonzimmer im Obergeschoss wurde eine Bemalung im Grüntönen im Stil des Rokoko freigelegt, die wohl um 1780 entstanden ist und von Rocaillen bekrönte Spiegel zeigt. Der Saal im Obergeschoss wurde durch Adolph Serrius klassizistisch gestaltet: Die Wände zeigen eine Bemalung mit ionischen Säulen, die einen Architrav tragen, während die Decke mit einem geometrischen Muster aus Bändern und Rosetten geschmückt ist.
An der nördlichen Seite ist ein eingeschossiges Wohnhaus mit einem Mansarddach angebaut, woran sich im rechten Winkel ein Wirtschaftsgebäude mit Mansarddach und korbbogiger Durchfahrt anschließt. An dieses schließt sich ebenfalls rechtwinklig ein weiteres Wirtschaftsgebäude mit Krüppelwalmdach an, welches somit einen Hof bildet. Alle diese Nebengebäude stammen aus der Mitte des 18. Jahrhunderts.

### Gartensaal, Turmhaus und Pavillons (Paradiesstraße 68)
Im Park des Grundhofs liegt westlich vor dem Herrenhaus das 1801 erbaute, heute eingeschossige, klassizistische Turmhaus, welches ursprünglich einen großen Gartensaal aufnahm. Das Walmdach mit Dachreiter, Uhr, offener Laterne, Haube und Wetterfahne brannte 1944 ab und wurde mit einem bis heute bestehenden flachen Notdach versehen. Die ursprüngliche Wetterfahne von 1837 zeigte einen auf einem Elefanten reitenden Schwarzafrikaner mit Palme.
Westlich an das Turmhaus schließt sich ein wohl aus einer Orangerie des frühen 19. Jahrhunderts hervorgegangener Gartensaal, der auf seiner westlichen Traufseite fünf eingeschossige Fensterachsen mit Klappläden hat. Darüber befindet sich ein S-förmig gebogenes Dach mit Giebelgauben. Vom First wird auf der Rückseite die Mauer senkrecht heruntergeführt; eine Notlösung, da das Dach ehemals in das Dach des daran anschließenden Turmhauses überging. Auf der Giebelseite im Süden befindet sich ein Eingang mit gerader Verdachung sowie einem halbrunden Fenster darüber.
Im Park stehen symmetrisch vor der ehemals mit einem Dreiecksgiebel verzierten Eingangsseite des Turmhauses zwei gleich ausgebildete, quadratische Pavillons aus dem 18. Jahrhundert, deren Fachwerk holzverkleidet ist und die kleine schiefergedeckte Mansarddächer besitzen.

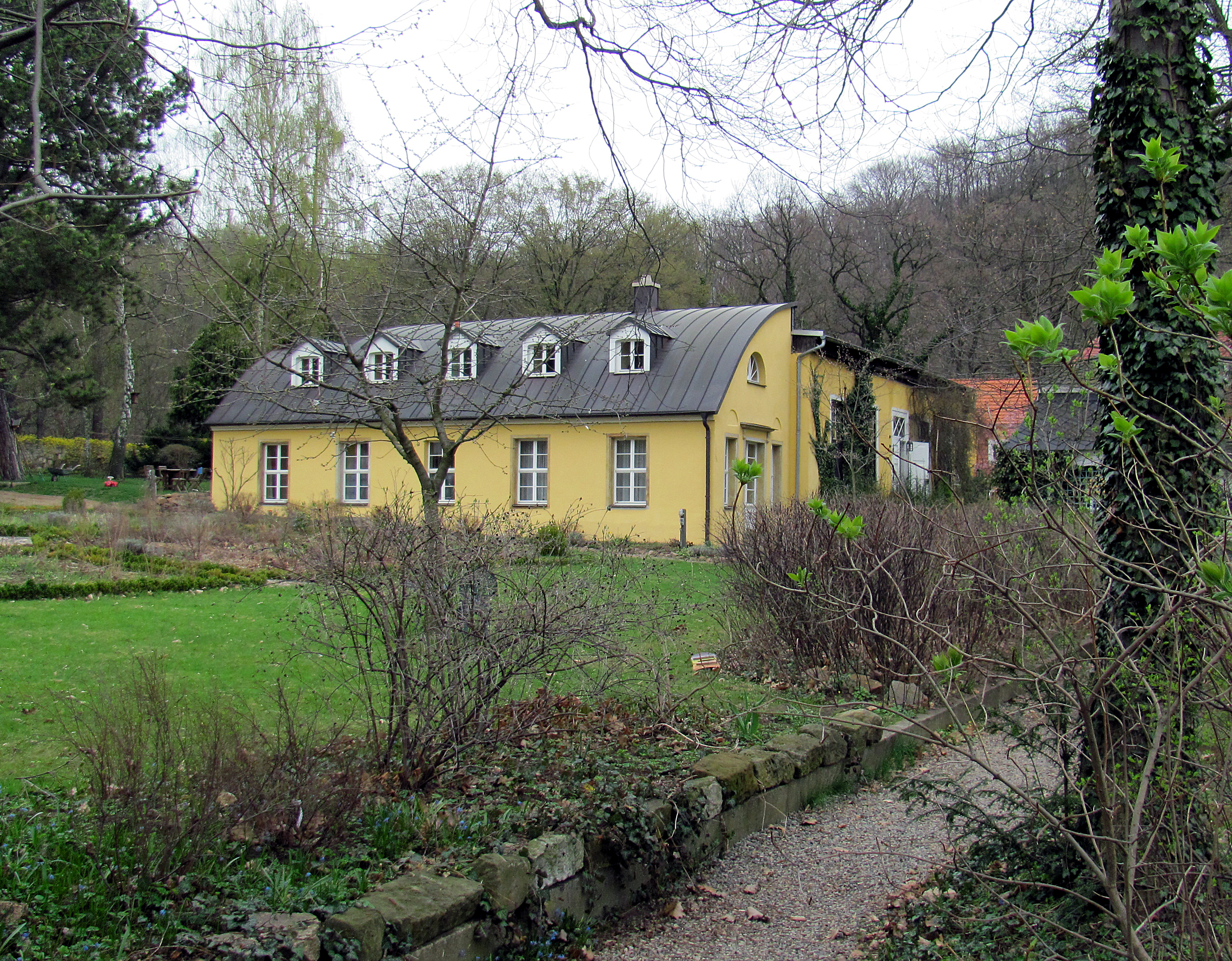
Grundhof, Gartensaal, dahinter das Turmhaus
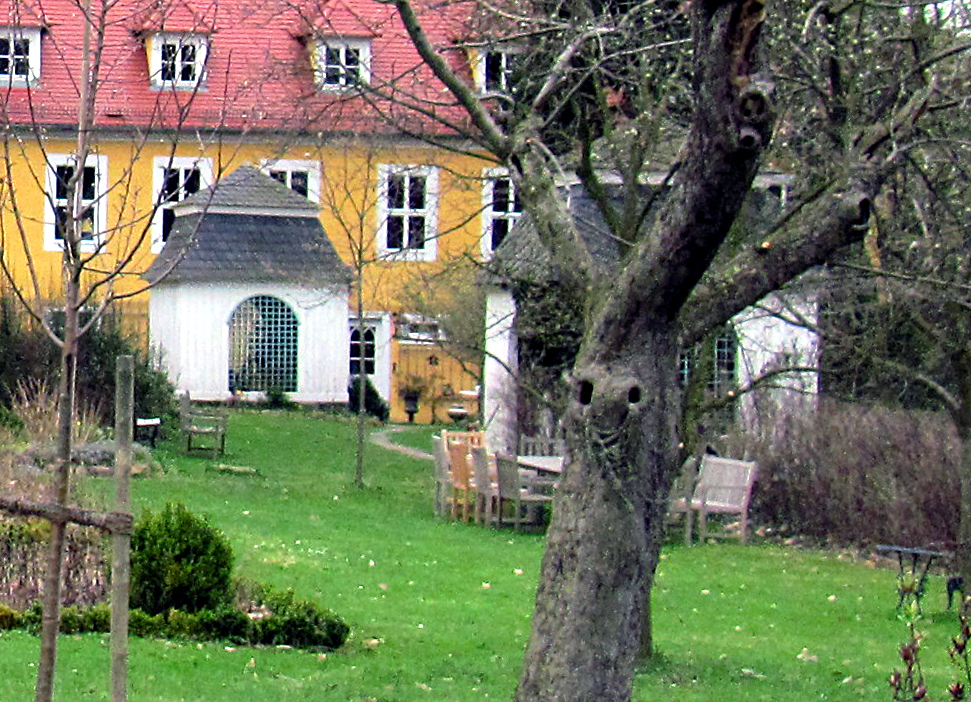
Grundhof, Pavillons
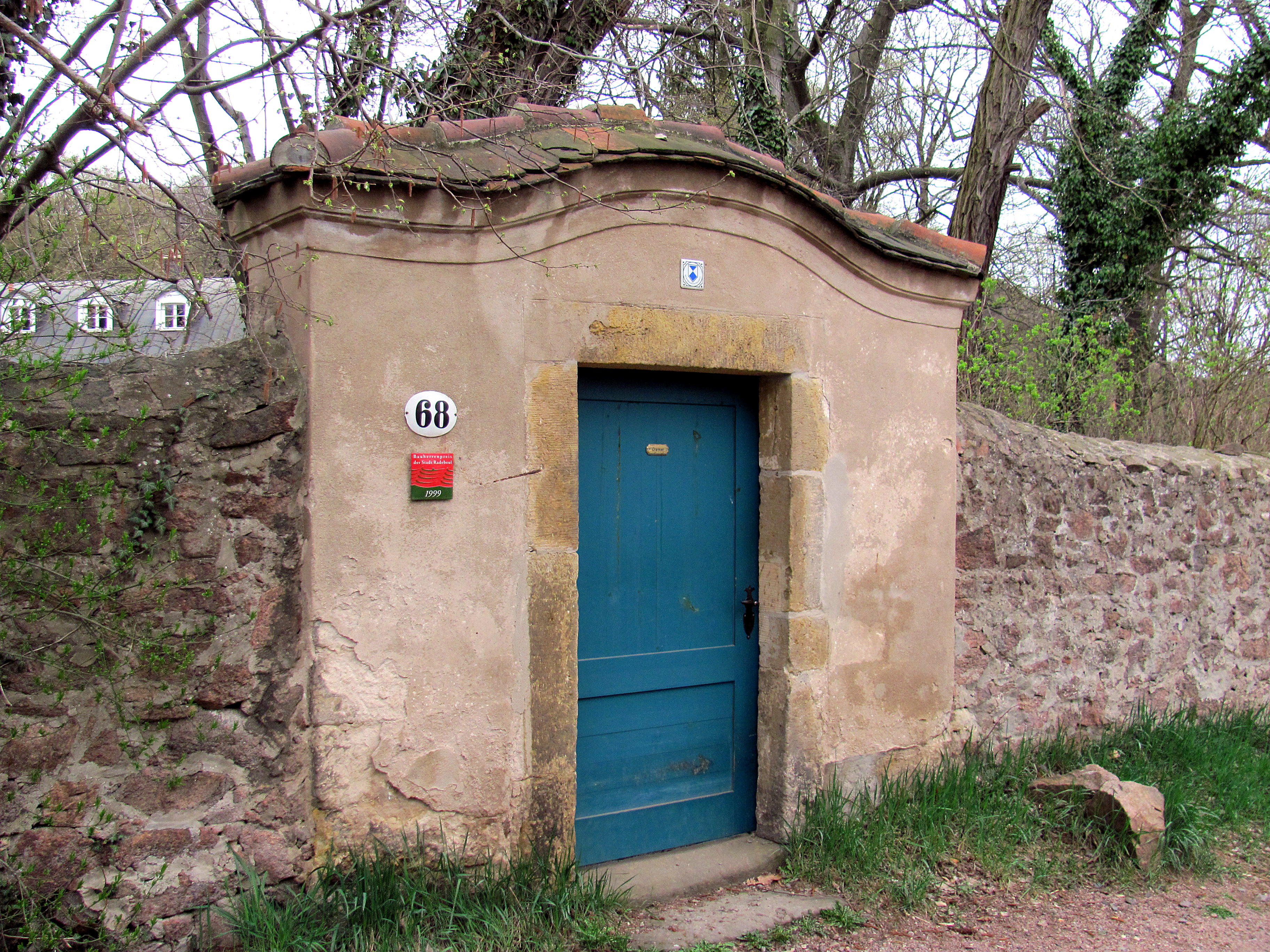
Grundhof, Eingang Paradiesstraße 68

### Haus im Garten (Paradiesstraße 58)
Das denkmalgeschützte Haus im Garten, ein wie ein Schlösschen gestaltetes Landhaus, das 1906 auf dem Gelände des Grundhofs errichtet wurde, ist eingeschossig und besteht aus einem Hauptbaukörper mit zwei Flügeln. Das verputzte Gebäude im Heimatschutzstil hat ein Walmdach mit einem kubischen Dachreiter mit vierseitiger Kuppel. In der Mitte der Hauptansicht nach Westen befindet sich ein Zwerchhaus mit Dreiecksgiebel, das auf bauchigen Holzpfeilern steht. Die beiden Flügelbauten haben eine niedrigere Firstlinie sowie Schleppgauben nach außen. An der Rückseite des Hauptbaus befindet sich ein schmaler Giebelausbau über dem Eingang. Vor dem kleinen Innenhof steht eine geschwungene Mauer mit doppelläufiger Treppe, Dachvorbau und Pforte.
Heute gehört das Haus im Garten nicht mehr zum Anwesen des Grundhofs, das Grundstück mit Haus wurde mit eigener Adresse abgeteilt.

### Haus im Eck (Paradiesstraße 56)
1924/1925 entstand auf dem Gelände des Grundhofs das eingeschossige, verputzte Haus im Eck, ein Landhaus im Heimatschutzstil mit einem steilen Walmdach mit Schleppgauben, nach Süden mit einem zweigeschossigen, polygonalen Mittelrisalit mit Zeltdach sowie einer Freitreppe zum Vorgarten. Auf der Nordseite befindet sich ein zweigeschossiger Treppenhausvorbau nebst Eingang mit einem Walmdach. Neben der denkmalgeschützten Villa zählt der Garten zur Villa als denkmalpflegerische Nebenanlage.
Heute gehört das Haus im Eck nicht mehr zum Anwesen des Grundhofs, das Grundstück mit Haus wurde mit eigener Adresse abgeteilt.

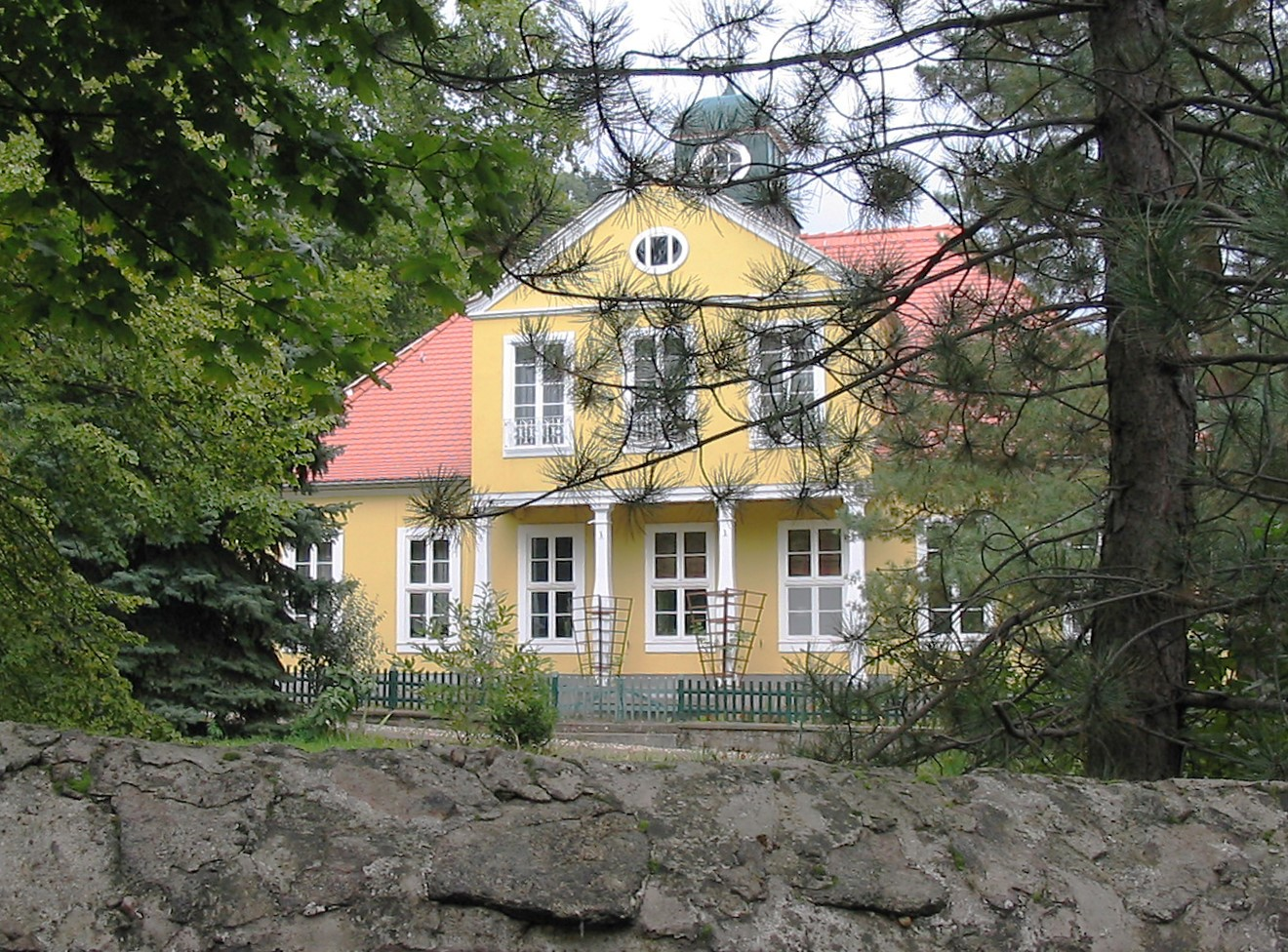
Haus im Garten, Paradiesstraße 58
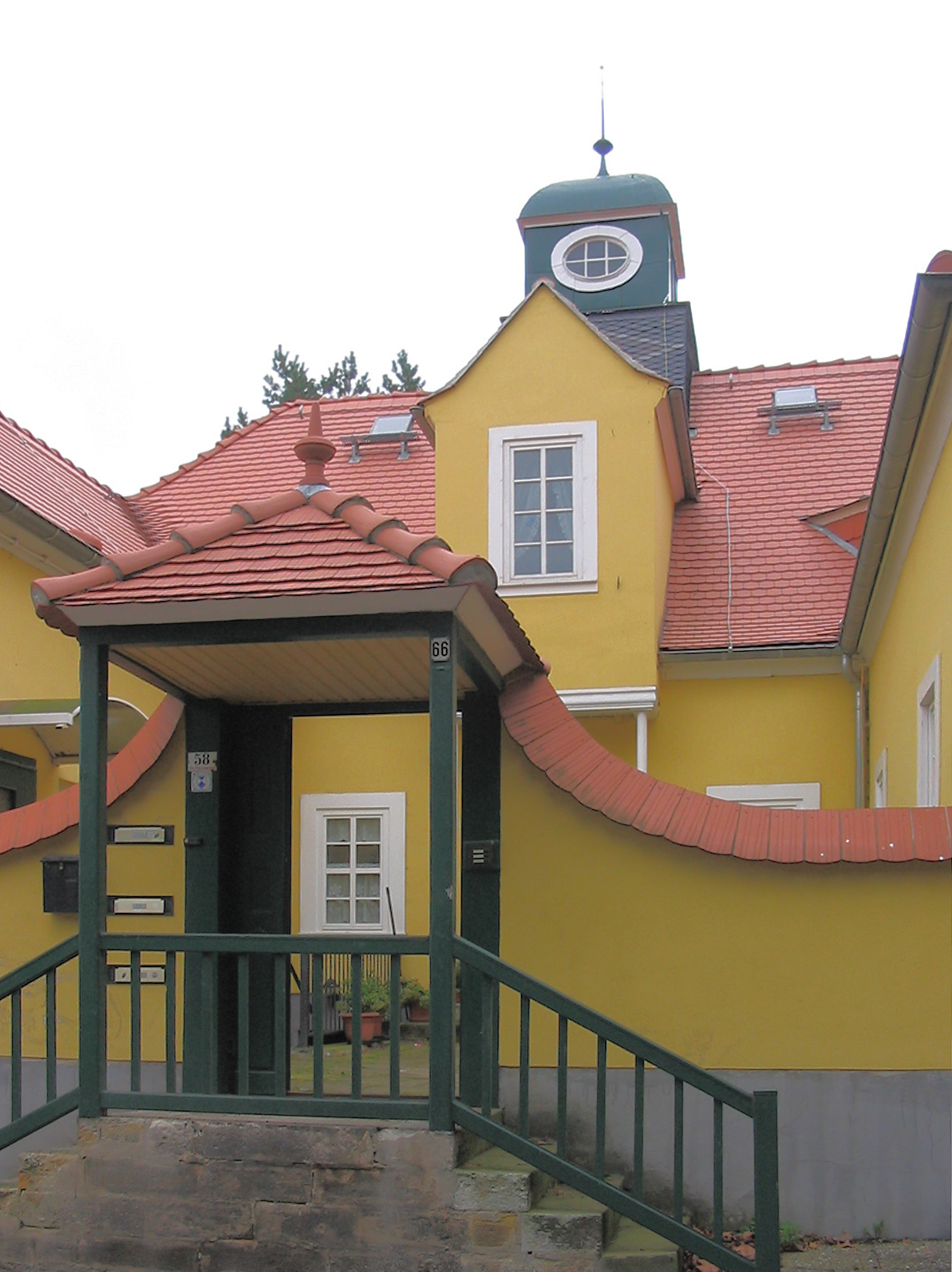
Eingang zum Haus im Garten, Paradiesstraße 58
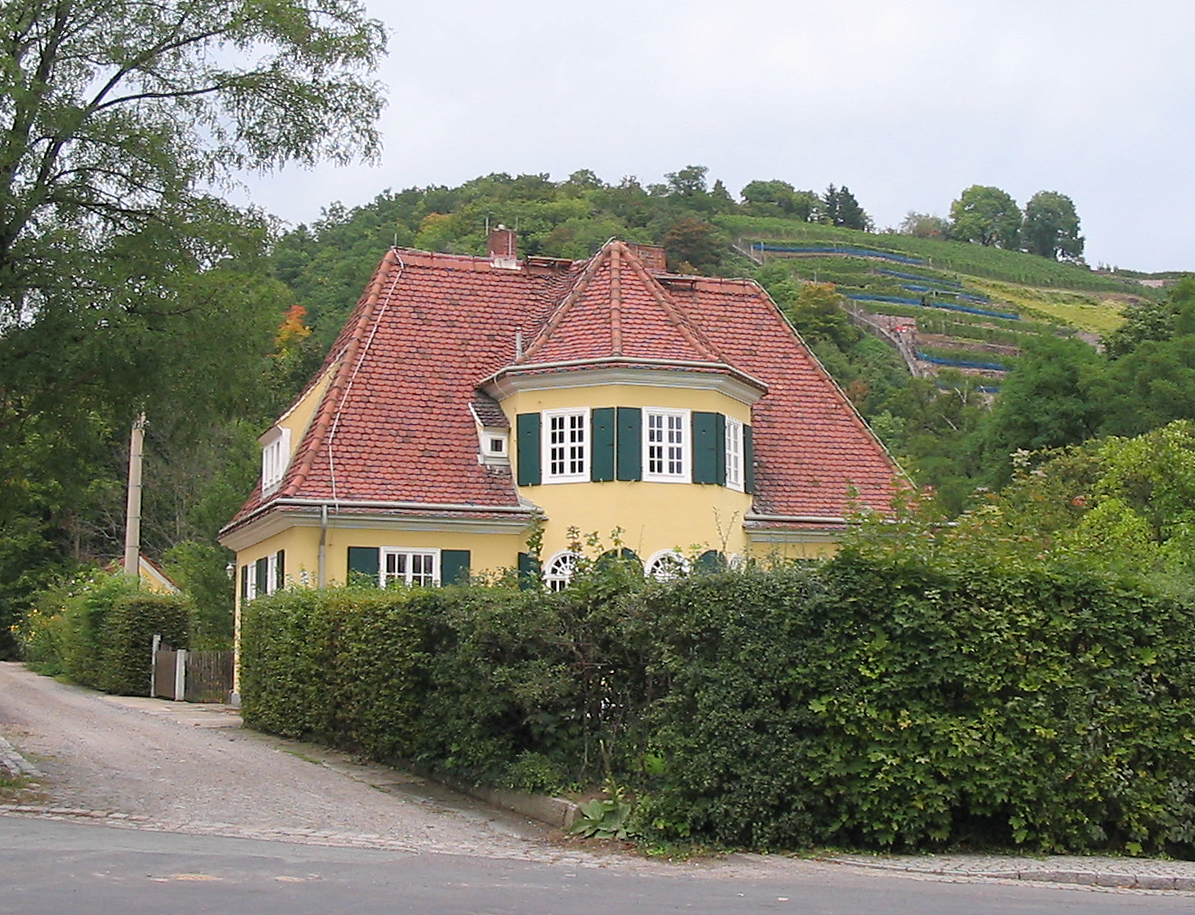
Haus im Eck mit denkmalgeschützter Gartenanlage, Paradiesstraße 56
Blick von Norden auf Luisenstift und nördliche Zillerstraße. Bildmitte: Haus im Garten, unten re. an der Bahnlinie das Winzerhaus (um 1906)

## Geschichte
Die ersten namentlich bekannten Besitzer waren 1650 die Brüder Christian Samuel Schweißker und Gottfried Schweißker, die den damals der hohe Berg genannten Weinberg besaßen. Am 1. Februar 1651 erwarb Martin Ratke (wahrscheinlich Martin Ratke, gestorben am 10. September 1660), Kurfürsten Johann Georg I. und II. zu Sachsen Geheimer Kammerdiener das Anwesen, dessen Tochter Anna Katharina, mit dem Meißner Stadt- und Landphysikus Dr. med. Friedrich Bussius verheiratet, es 1652 erbte. Diese wiederum vererbte es ihren Kindern Aug. Friedr. Dr. med. Bussius, Anna Sophia geb. Bussius verehel. Joh. Michael Knaust sowie dem Kammerherrn Christian Gottlieb Bussius. Das zweigeschossige Herrenhaus des Weinguts (heute Paradiesstraße 66) entstand 1696 aus einem um 1650 errichteten Weinbergshaus. Am 24. Dezember 1702 übernahm Christian Gottlieb Bussius durch Kauf den Besitz von seinen Geschwistern für 1.000 Gulden. 1725 erwarb er in einer Subhastation (Zwangsversteigerung) von den Lindischen Erben den wüsten Berg, den er zu seinen Baumgarten umgestaltete, womit er zuletzt 3 Weinberge und den Baumgarten besaß. Diese gingen nach seinem Tod an seine Witwe und ihre drei Kinder.
Das in mehreren Chroniken alter Zeiten verbreitete Ereignis, dass der Kurfürst Johann Georg IV. 1693 das Anwesen seiner Mätresse Magdalena Sibylla von Neitschütz geschenkt hätte, lässt sich über die entsprechenden Dokumente der Familie Bussius nicht nachvollziehen und ist in das Reich der sagenhaften Erzählungen zu verweisen.
Von Bussius Erben kaufte im Jahr 1747 der Handelsmann Friedrich Gottfried Gerber den Besitz für 1.300 Reichstaler. Von ihm ging der Besitz 1763 an seinen Sohn Gottfried Adolph Gerber, Kauf- und Handelsmann zu Dresden.
Im Jahr 1772 erwarben die Brüder Johann Franz Eytelweine und Johann Friedrich Eytelweine, beide Handels- und Kaufleute in Leipzig, durch „Wiederkauf- und Pachtvertrag auf 4 Jahre“ die Weinberge für 1.540 Taler. Der Kauf- und Handelsherr Johann Christoph Künzelmann übernahm 1779 für 1.750 Taler die vormals Gerber’schen Weinberge einschließlich der Gebäude. 10 Jahre später, 1789, erfolgte die nächste öffentliche Zwangsversteigerung, bei der der Hofkonditor Johann Friedrich Schwabe den Nieder- oder Hausberg sowie den am Hausberg gelegenen Baumgarten für 1.335 Taler ersteigerte.

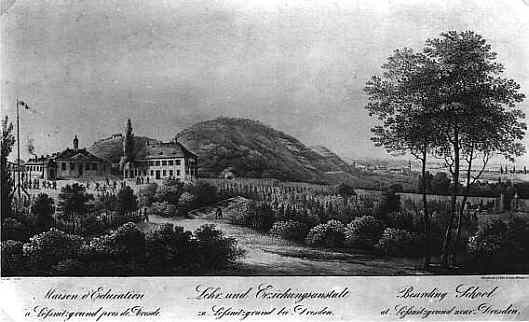
Lehr- und Erziehungsanstalt, Lithografie um 1823

Wenige Monate später im selben Jahr 1789 erwarb der Hofprediger Christian Ehrgott Raschig den Nieder- oder Hausberg genannten Besitz für 1.425 Taler, den er später an seine Tochter Johanna Friedericke verehelichte Pastor Flemming vererbte. Im Jahr 1801 entstand das Turmhaus (Paradiesstraße 68), dessen Name sich von dem weithin sichtbaren Dachreiter ableitete. Flemmings Erben verkauften den Besitz an Christian Adolph Serrius. Von 1823 bis 1836 betrieb der aus Sankt Petersburg zugereiste Dr. der Weltweisheiten Serrius im Turmhaus eine internationale Lehr- und Erziehungsanstalt für Knaben, bis er 1836 die Anstalt schloss und nach Rostock verzog. Bis zu 40 Jungen gleichzeitig zwischen sieben und 17 Jahren wurden dort unterrichtet.

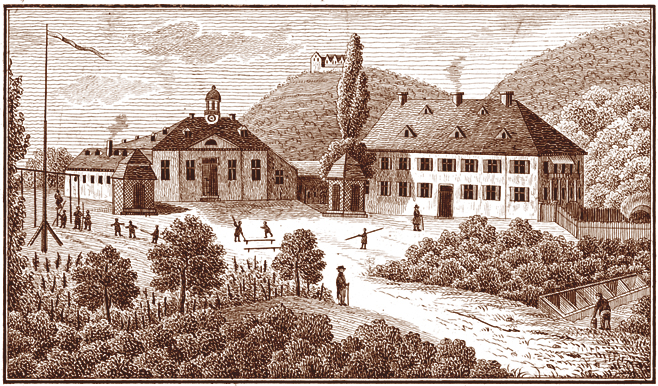
Grundhof, von rechts: Herrenhaus, Turmhaus, Gartensaal, davor die zwei Pavillons (Lithografie um 1830)

Im Jahr 1837 wurde der Pharmazeut und Naturforscher Johann Friedrich Anton Dehne († 10. April 1856 in Niederlößnitz) für 9.000 Taler Besitzer des Anwesens mit einer Größe von 7,2 Hektar (13 Acker 15 Quadratruten). Dehne beschrieb im Jahr 1841 die Gattung Micromys, deren einzige Art die Zwergmaus (Micromys minutus) ist. Auf ihn geht die Anlage des weitläufigen Parks im Englischen Landschaftsstil zurück, in dem er exotische Anpflanzungen vornahm. Im nördlichen Grundstücksteil stellte er Gewächshäuser für seine pharmazeutischen Züchtungen auf. Dehne wurde 1839 bei der Konstituierung der Gemeinde Niederlößnitz zum Ersten Gemeindeältesten gewählt. Dehne wurde durch seine beiden Söhne beerbt, den Ökonomen Heinrich Ludwig Dehne (1820–1868) und den Hütteningenieur (Carl Anton) Bernhard Dehne (* 1824), der 1874/75 nach langem Auslandsaufenthalt in Mexiko in die Lößnitz zurückkam.
Der Reichsgerichtsrat a. D. Otto Suppes erwarb 1906 von Dehnes Sohn das Anwesen, das zu jener Zeit den Namen „Heiterer Blick“ trug. Da es in Niederlößnitz seit Ende des 19. Jahrhunderts eine Ausflugsgaststätte gleichen Namens gab, nannte Suppes seinen Besitz in „Grundhof“ um. Er beauftragte seinen Sohn Adolph Suppes (1880–1918) und dessen Freund Otto Rometsch (1879–1938), beide Architekten, mit der Wiederherstellung des historischen Weingutanwesens. Diese Gelegenheit nutzten die beiden, dort in Niederlößnitz ein gemeinsames Architekturbüro aufzubauen. Suppes und Rometsch bauten für Suppes’ Vater auf dem Anwesen (Paradiesstraße 58) ein neues, dreiflügeliges Landhaus in Form eines Schlösschens im Heimatschutzstil, das Haus im Garten. Rometsch selbst baute sich das bestehende Turmhaus zu einem Wohn- und Atelierhaus um. Von 1907 bis 1909 stellten Suppes und Rometsch die bestehenden Gebäude wieder her. 1924, nach Adolph Suppes’ Tod, entwarf Rometsch für die Geschwister Dr. Suppes auf dem Anwesen das Haus im Eck (Paradiesstraße 56), umgeben von einer strengen Gartenanlage. 1925 wurden durch Otto Rometsch in den Nebengebäuden des Herrenhauses Wohnungen ausgebaut.
1996 veräußerte eine Nachfahrin Suppes’ ihren Besitz an die heutigen Eigentümer, die in den Jahren 1998/99 und 2003/04 (Herrenhaus), 2005 (Gartenhaus) und 2010 (historischer Gartensaal) die Gebäude denkmalgerecht sanieren ließen. Die Sanierung des Turmhauses steht noch aus.
Der Grundhof erhielt im Jahr 1999 den Radebeuler Bauherrenpreis in der Kategorie Sonderpreis Sanierung eines kulturhistorisch wertvollen Ensembles sowie 2000 den Bundespreis für Handwerk in der Denkmalpflege der Deutschen Stiftung Denkmalschutz. Bei der Sanierung wurde bezüglich der Farbgebung auf ein Gemälde von Paul Wilhelm aus dem Jahr 1921 zurückgegriffen. Die heutigen Eigentümer bewohnen das Herrenhaus, während das Gartenhaus, das Turmhaus und der historische Gartensaal vermietet sind.
Im Turmhaus wohnten und arbeiteten immer wieder Künstler, so der Maler Wilhelm Claus (1882–1914), der ab 1905 in Dresden und Radebeul weilte und mit dem bis 1972 im Turmhaus lebenden Maler Karl Kröner (1887–1972) befreundet war. Auch der Maler Paul Wilhelm (1886–1965) wohnte dort, bis er 1920 mit seiner amerikanischen Frau Marion in ein eigenes Grundstück im Gradsteg zog. Der Architekt Emil Högg (1867–1954) arbeitete, nachdem sein Dresdner Architekturbüro 1945 zerstört war, im Grundhof. Dort widmete er sich als Alterswerk auch der Malerei, er schuf dort zahlreiche Lößnitz-Bilder. Der freischaffende Maler, Grafiker und Restaurator Gunter Herrmann lebte und arbeitete von 1962 bis zu seinem Tod 2019 in dem Haus. Auch war dort zeitweise die Jugendkunstschule im Landkreis Meißen e. V. – Außenstelle Radebeul untergebracht.

## Winzerhaus im Malerwinkel

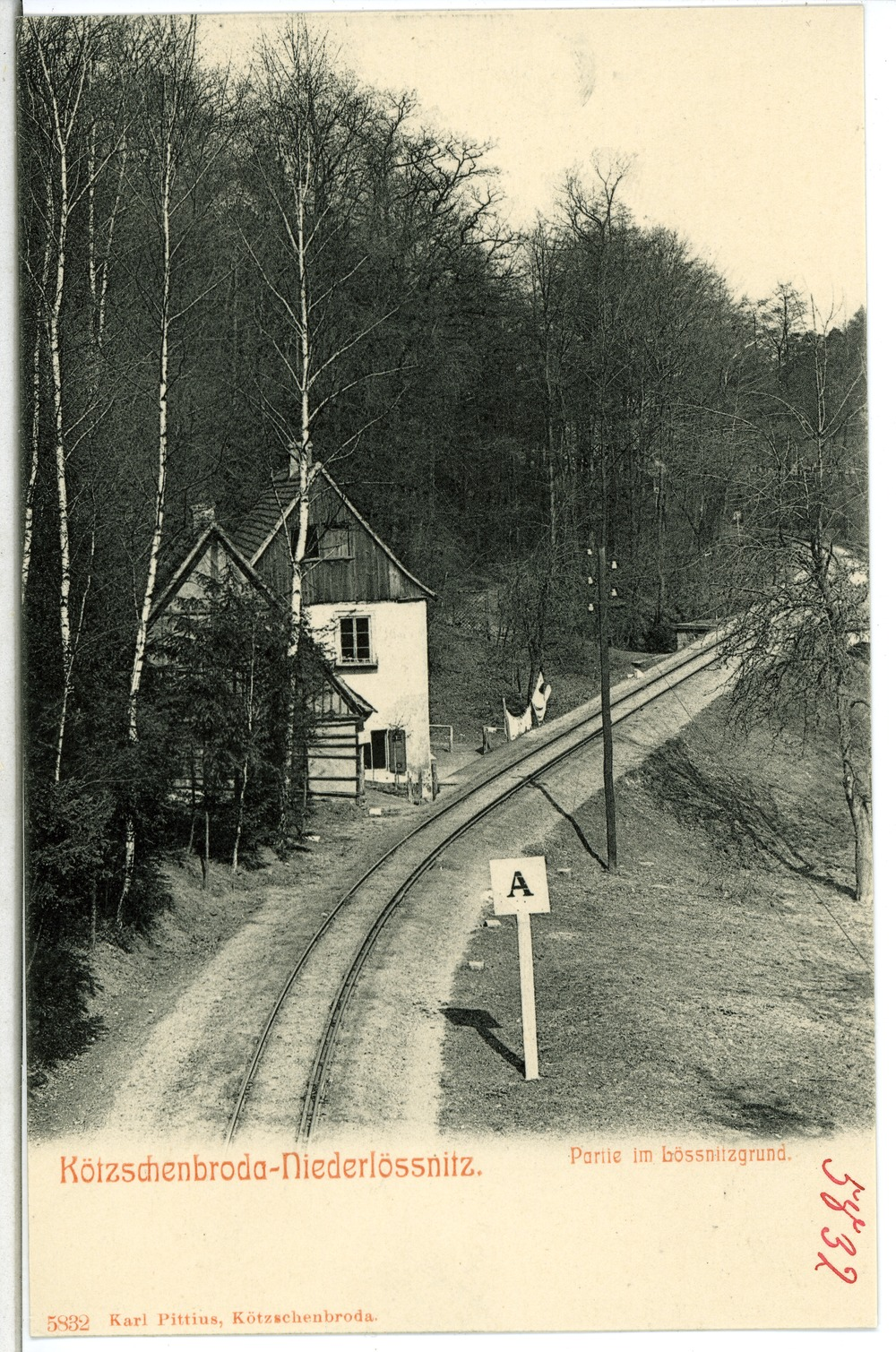
Malerwinkel mit dem Winzerhaus des Grundhofs direkt neben der Lößnitzgrundbahn (1905)

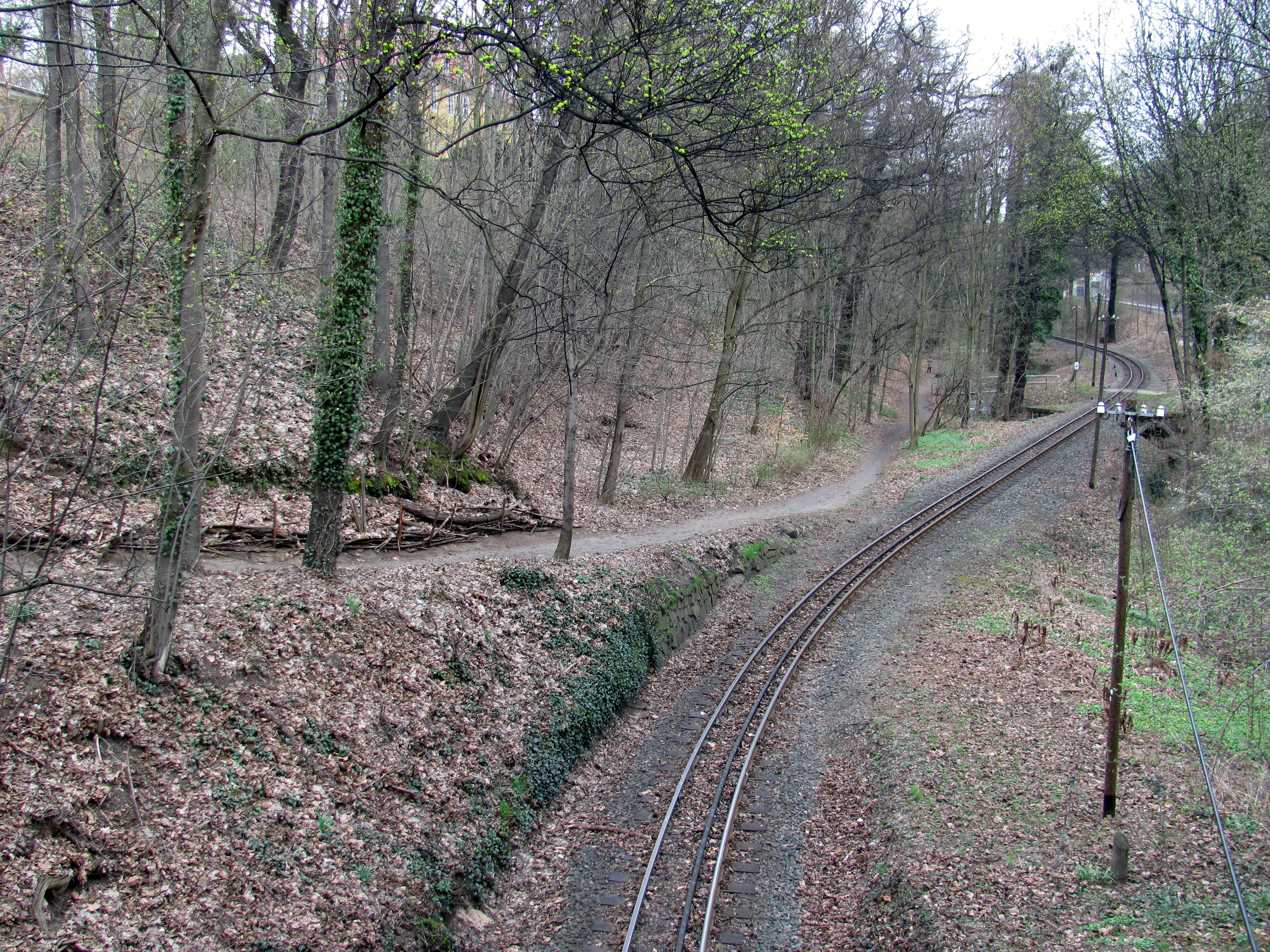
Der Malerwinkel 2013 mit dem Gleis der Lößnitzgrundbahn, im Hintergrund links schimmert gelb das Herrenhaus des Grundhofs durch die Bäume.

Das Winzerhaus des Grundhofs (Lößnitzgrundstraße 38) fand seine erste Erwähnung 1747 in dem Kaufvertrag zwischen Bussius und Gerber. Die in den 1880er Jahren gebaute Lößnitzgrundbahn verlief kurz nördlich der Straßenüberführung der Lößnitzgrundstraße über die Gleise „einen Meter“ an dem Gebäude vorbei in den Lößnitzgrund hinein. Das Motiv von der Straßenüberführung auf das Winzerhaus und in den Grund hinein trägt den Namen Malerwinkel.
Nach der Übernahme des Grundhofs durch Otto Suppes wurde das leerstehende Winzerhaus bis in die 1950er Jahre vermietet, zeitweise wohnten dort bis zu drei Familien. 1951 wurde das Winzerhaus aus dem Besitz herausgelöst und von Suppes’ Erben verkauft.
Ende Mai 1984 brannte es an zwei aufeinander folgenden Tagen in dem Haus, während seine Besitzerin längerfristig abwesend war. Möglicherweise erfolgte Brandstiftung durch Kinder. Nach den Löscharbeiten waren Treppenhaus, Obergeschoss und Dach beschädigt, eine Reparatur des historischen Gebäudes jedoch möglich. Wegen des bevorstehenden Jubiläums der Schmalspurbahn und in Erwartung des Besuchs des DDR-Verkehrsministers Otto Arndt wurde das brandgeschädigte Haus als „Schandfleck“ in Abwesenheit seiner Besitzerin kurzerhand eingerissen und mit Zeltplanen abgedeckt, „was unter den geladenen Fahrgästen Erheiterung, Unverständnis und Empörung hervorrief.“
Heute sind von dem historischen Winzerhaus keine Spuren mehr vorhanden.